# 1349
Năm 1349 là một năm trong lịch Julius.

## Sự kiện
- Vua Ba Lan Casimir III Đại đế đánh chiếm và sáp nhập Galicia của Công quốc Galicia-Volyn.[1]